# Decrowing
Albums de Amoral
Wound Creations
(2004) Reptile Ride
(2007)
Decrowning est le deuxième album studio du groupe de death metal technique finlandais Amoral.
Une video a été tournée pour le titre Lacrimal Gland, qui est le titre le plus connu de l'album[réf. nécessaire].
L'album est sorti le 24 mai 2005 sous le label Spinefarm Records.

## Liste des titres
1. Showdown
2. Lacrimal Gland
3. Decrowning
4. Tiebreaker
5. Drug of Choice
6. Denial 101
7. Control Cancer
8. Raptus
9. Warp
10. Bleed